# Hude (Oldenburg)
Hude (Oldenburg) är en kommun och ort i Landkreis Oldenburg i förbundslandet Niedersachsen i Tyskland.